# Comitatul Jász-Nagykun-Szolnok
Comitatul Jász-Nagykun-Szolnok, cunoscut și ca Varmeghia Jász-Nagykun-Szolnok (în maghiară Jász-Nagykun-Szolnok vármegye, în germană Komitat Jaß-Großkumanien-Sollnock, în latină Comitatus Jazyga et Cumania Maior et Szolnokiensis/Szolnociensis), a fost o unitate administrativă a Regatului Ungariei și a Republicii Ungare din secolul XI și până în 1950. În prezent, majoritatea teritoriului fostului comitat face parte din județul Jász-Nagykun-Szolnok (aflat în estul Ungariei). Capitala comitatului a fost orașul Solnoca (în maghiară Szolnok, în germană Sollnock).

## Geografie
Comitatul Jász-Nagykun-Szolnok se învecina la vest cu Comitatul Pest-Pilis-Solt-Kiskun, la nord cu Comitatul Heves, la est cu comitatele Hajdú și Bichiș (Békés) și la sud cu Comitatul Ciongrad (Csongrád). Râurile Tisa (Tisza) și Criș (Körös) curgeau pe teritoriul comitatului. Suprafața comitatului în 1910 era de 5.251 km², incluzând suprafețele de apă.

## Istorie
Comitatul Jász-Nagykun-Szolnok a fost înființat în anul 1876 și a inclus teritoriile  Szolnok, Jászság (Iazygia) și Nagykunság (Cumania Mare). Termenul Jász provine de la iazygi (popor înrudit cu alanii) care s-au mutat în această regiune a Ungariei din Stepa Pontică cândva prin secolul al XIII-lea.
În anul 1950, după cel de-al doilea război mondial, teritoriul comitatului a fost modificat: teritoriul de pe malul stâng al Tisei (în jurul orașului Tiszafüred) este azi în județul Heves și regiunea din jurul localității Devănești (Dévaványa) a trecut la județul Bichiș (Békés). Astfel, comitatul Jász-Nagykun-Szolnok a fost desființat și majoritatea teritoriului său a format județul Jász-Nagykun-Szolnok din cadrul noului stat Ungaria.

## Demografie
În 1910, populația comitatului era de 373.964 locuitori, dintre care: 
- Maghiari -- 372.423 (99,58%)
- Germani -- 639 (0,17%)
- Slovaci -- 450 (0,12%)
- Români -- 206 (0,05%)

## Subdiviziuni
La începutul secolului 20, subdiviziunile comitatului Jász-Nagykun-Szolnok erau următoarele:
| Districte (járás)                          | Districte (járás) |
| District                                   | Capitală          |
| ------------------------------------------ | ----------------- |
| Jászság alsó                               | Jászapáti         |
| Jászság felső                              | Jászberény        |
| Tisza alsó                                 | Tiszaföldvár      |
| Tisza felső                                | Kunhegyes         |
| Tisza közép                                | Törökszentmiklós  |
| Districte urbane (rendezett tanácsú város) |                   |
| Jászberény                                 |                   |
| Karcag                                     |                   |
| Kisújszállás                               |                   |
| Mezőtúr                                    |                   |
| Szolnok (Solnoca)                          |                   |
| Túrkeve                                    |                   |